# GASA
|  | "Gasa" omdirigerer hertil. Se også Gaza. |
GASA Group (fork. for Gartnernes Salgsforeninger) er en dansk virksomhed, der importerer og eksporterer blomster og planter. GASA blev grundlagt som et andelsselskab i 1929. Selskabet har hovedsæde i Odense og datterselskaber i Holland, Tyskland, Italien og Polen.
I 2006 havde virksomheden 370 ansatte og en omsætning på 2 mia. kr. Omkring tre fjerdedele af omsætningen er eksport.
Virksomheden ejes af Erhvervsinvest IV K/S
GASA Group blev etableret i sin nuværende form i 2001, da GASA Aarhus A/S og GASA Odense – Blomster A/S etablerede et samarbejde. Selskaberne blev i 2004 omdannet til GASA Group Denmark A/S.